# Isatis littoralis
Isatis littoralis är en korsblommig växtart som beskrevs av Christian von Steven. Isatis littoralis ingår i släktet vejdar, och familjen korsblommiga växter. IUCN kategoriserar arten globalt som otillräckligt studerad. Inga underarter finns listade i Catalogue of Life.